# Walperswil
Walperswil är en ort och kommun i distriktet Seeland i kantonen Bern, Schweiz. Kommunen har 1 039 invånare (2023).
Walperswil är ca 7 km², varav cirka 77 %  är jordbruksmark och cirka 9 % är bebyggd mark. 